# Bárány Attila (vízilabdázó)
Bárány Attila (Budapest, 1978. március 10. –) hatszoros magyar bajnok vízilabdázó.

## Életrajz
Édesapja Bárány Benő (1946–2010), édesanyja Belinszki Irén (1947–).  7 éves korában kezdett el úszni a Spartacusban és hamarosan áttért a vízilabdára. A klub neve gyakran változott, de ő 2008-ig itt maradt és itt érte el a sikereit.

### Tanulmányai
Kandó Kálmán Műszaki Főiskola mérnöktanári és informatikus diploma

Szegedi Tudományegyetem hallgatója

## Sportpályafutása
2010 szeptemberében szívinfarktusa miatt felhagyott az aktív sportpályafutással. 2011 májusától 2018 októberéig az Egri VK ügyvezető elnöke volt.

### Eredményei
- Magyar vízilabda-bajnokság
  - aranyérmes: 2001, 2002, 2003, 2004, 2005, 2006
  - ezüstérmes: 2007, 2008, 2009, 2010
- Magyar Kupa-győztes: 1999, 2006, 2008
- Ifjúsági Európa-bajnok: 1993
- Ifjúsági Eb-2.: 1995
- Junior Eb-2.: 1996
- Junior vb-2.: 1997
- BL-győztes: 2004

### Klubjai
- Spartacus, Honvéd-Dominó –2008
- Eger 2008-2010

### Edzői
- Kovács István 2001–2008
- Gerendás György 2008–2010